# Premiul Globul de Aur pentru cel mai bun actor de televiziune (comedie/muzical)
Premiul Globul de Aur pentru cel mai bun actor de televiziune într-un serial comedie sau muzical este unul dintre premiile care se acordă anual la gala Premiile Globul de Aur, și este decernat de Asociația de presă străină de la Hollywood (Hollywood Foreign Press Association, HFPA).

## Câștigători

### Anii 1960
Cel mai bun star TV
- 1961: Egalitate — John Daly și Bob Newhart
- 1962: Richard Chamberlain - Dr. Kildare
- 1963: Mickey Rooney - Mickey
- 1964: Gene Barry - Burke's Law
- 1965: David Janssen - The Fugitive
- 1966: Dean Martin - The Dean Martin Show
- 1967: Martin Landau - Mission: Impossible
- 1968: Carl Betz - Judd for the Defense

Cel mai bun actor TV - Muzical sau Comedie
- 1969: Dan Dailey - The Governor & J.J.

### Anii 1970
- 1970: Flip Wilson – The Flip Wilson Show
- 1971: Carroll O'Connor – All in the Family
- 1972: Redd Foxx – Sanford and Son
- 1973: Jack Klugman – The Odd Couple
- 1974: Alan Alda – M*A*S*H
- 1975: Alan Alda – M*A*S*H
- 1976: Henry Winkler – Happy Days
- 1977: egalitate - Henry Winkler – Happy Days / Ron Howard – Happy Days
- 1978: Robin Williams – Mork and Mindy
- 1979: Alan Alda – M*A*S*H

### Anii 1980
- 1980: Alan Alda - M*A*S*H
- 1981: Alan Alda - M*A*S*H
- 1982: Alan Alda - M*A*S*H
- 1983: John Ritter - Three's Company
- 1984: Bill Cosby - The Cosby Show
- 1985: Bill Cosby - The Cosby Show
- 1986: Bruce Willis - Moonlighting
- 1987: Dabney Coleman - The Slap Maxwell Story
- 1988: egalitate - Michael J. Fox - Family Ties, Judd Hirsch - Dear John, Richard Mulligan - Empty Nest
- 1989: Ted Danson - Cheers

### Anii 1990
- 1990: Ted Danson - Cheers
- 1991: Burt Reynolds - Evening Shade
- 1992: John Goodman - Roseanne
- 1993: Jerry Seinfeld - Seinfeld
- 1994: Tim Allen - Home Improvement
- 1995: Kelsey Grammer - Frasier
- 1996: John Lithgow - 3rd Rock from the Sun
- 1997: Michael J. Fox - Spin City
- 1998: Michael J. Fox - Spin City
- 1999: Michael J. Fox - Spin City

### Anii 2000
- 2000: Kelsey Grammer – Frasier
- 2001: Charlie Sheen – Spin City
- 2002: Tony Shalhoub – Monk
- 2003: Ricky Gervais – The Office
- 2004: Jason Bateman – Arrested Development
- 2005: Steve Carell – The Office
- 2006: Alec Baldwin – 30 Rock
- 2007: David Duchovny – Californication
- 2008: Alec Baldwin – 30 Rock
- 2009: Alec Baldwin – 30 Rock

### Anii 2010
- 2010: Jim Parsons – The Big Bang Theory
- 2011: Matt LeBlanc - Episodes
- 2012: Don Cheadle - House of Lies
- 2013: Andy Samberg - Brooklyn Nine-Nine
- 2014: Jeffrey Tambor - Transparent
- 2015: Gael García Bernal - Mozart in the Jungle
- 2016: Donald Glover - Atlanta
- 2017: Aziz Ansari - Master of None
- 2018: Michael Douglas - The Kominsky Method
- 2019: Ramy Youssef – Ramy

### Anii 2020
- 2020: Jason Sudeikis – Ted Lasso
- 2021: Jason Sudeikis – Ted Lasso
- 2022: Jeremy Allen White – Ursul
- 2023: Jeremy Allen White – Ursul
- 2024: Jeremy Allen White – Ursul